# Winfield (Pennsylvanie)
Pour les articles homonymes, voir Winfield.

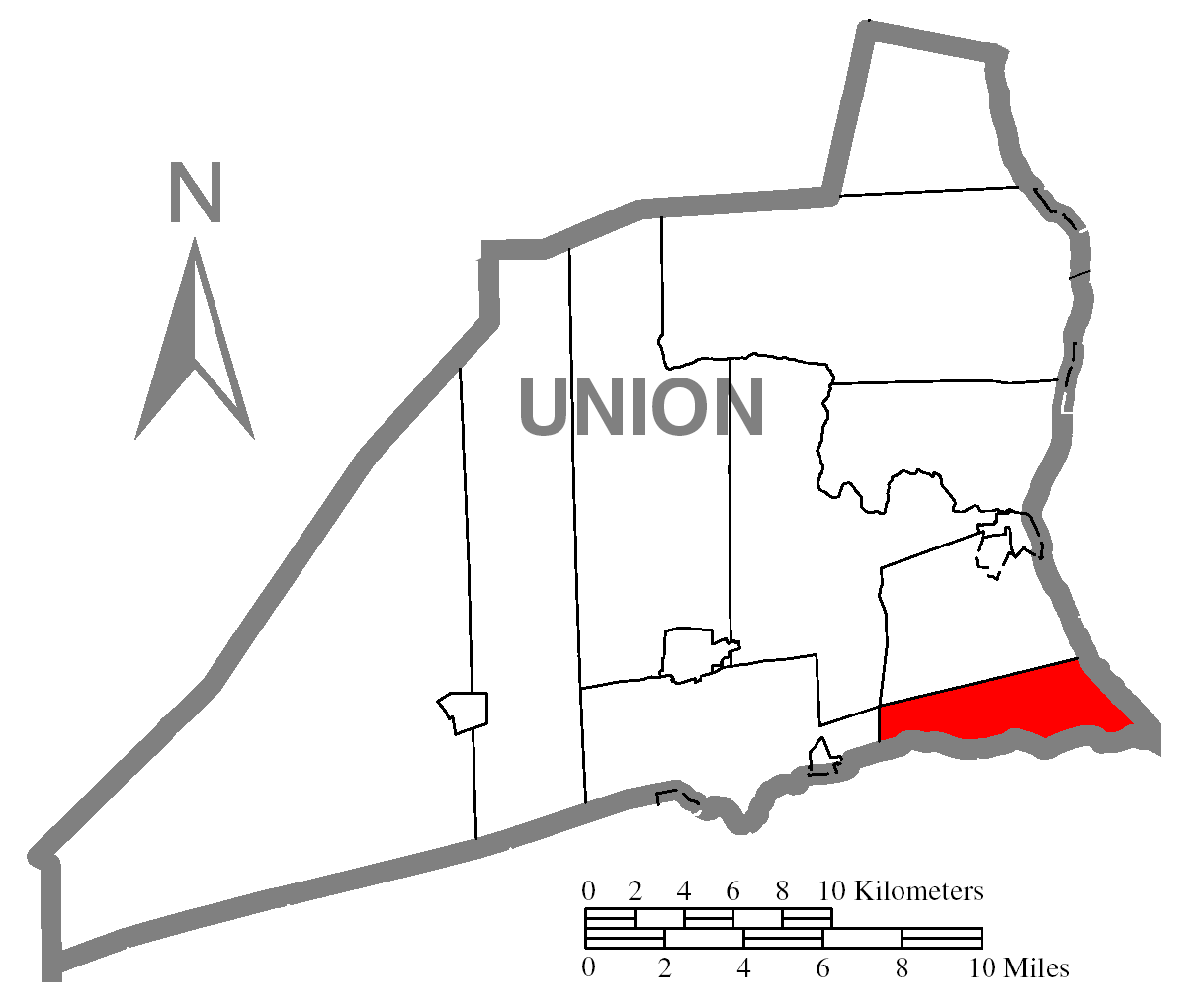
Localisation dui Comté d'Union

Winfield est un village situé en zone non incorporée dans le sud-est du comté d'Union, en Pennsylvanie.

## Géographie
Winfield est situé dans le comté de l'Union, au sud du canton de Lewisburg sur la branche ouest de la rivière Susquehanna.

Localisation du comté d'Union en Pennsylvanie.

## Insolite
En mai 2009, Winfield a été victime d’un étrange vol puisqu'une bande a enlevé et dérobé tous les panneaux des rues de la commune. Au total, 3 000 indications ont disparu.

## Sources et références
- (en) Cet article est partiellement ou en totalité issu de l’article de Wikipédia en anglais intitulé « Winfield, Pennsylvania » (voir la liste des auteurs).

1. ↑  Sur batiactu.com.